# Министър на електронното управление на България
Министърът на електронното управление на България е член на правителството, т.е. на изпълнителната власт (кабинета). Избиран е от парламента или се назначава от държавния глава на България.

## Министри
Списъкът на министрите на електронното управление е подреден по ред на правителство.
| правителство | име                 | дати                             | партия     | партия |
| ------------ | ------------------- | -------------------------------- | ---------- | ------ |
| 99           | Божидар Божанов     | 13 декември 2021 – 2 август 2022 | ДБ         |        |
| 100          | Георги Тодоров      | 2 август 2022 – 3 февруари 2023  | безпартиен |        |
| 101          | Георги Тодоров      | 3 февруари 2023 – 6 юни 2023     | безпартиен |        |
| 102          | Александър Йоловски | 6 юни 2023 – 9 април 2024        | безпартиен |        |
| 103          | Валентин Мундров    | 9 април 2024 – 27 август 2024    | безпартиен |        |
| 104          | Валентин Мундров    | 27 август 2024 – 16 януари 2025  | безпартиен |        |
| 105          | Валентин Мундров    | 16 януари 2025 – …               | безпартиен |        |